# Forêt domaniale de Flines-lès-Mortagne

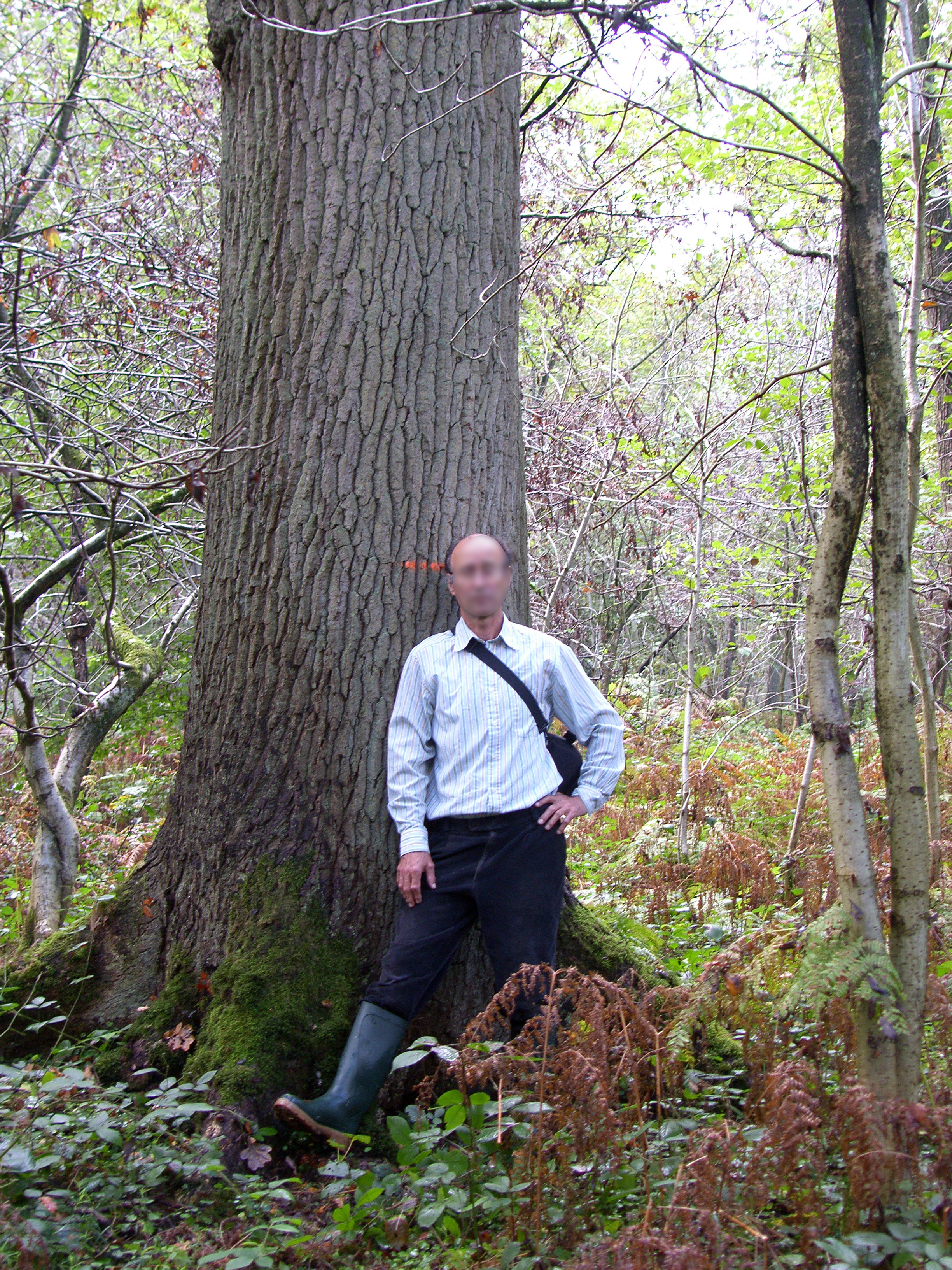
chêne pédonculé (Quercus robur L., 1753) au moins bicentenaire en forêt de Flines-lez-Mortagne (frontière belge, Nord de la France), avec marque d'abattage, octobre 2014

La forêt domaniale de Flines-lès-Mortagne (autrefois écrit forêt domaniale de Flines-lez-Mortagne) plus souvent dénommée forêt de Flines ou bois de Flines-lès-Mortagne est un des massifs boisés de la région Hauts-de-France. 
Situé dans la partie la plus septentrionale du parc naturel régional Scarpe-Escaut, ce massif d'une taille moyenne pour la France, mais importante pour la région (l'une des plus déboisées de France) est classé ZNIEFF de Type 1,.
À ne pas confondre avec le « Bois de Flines » de Flines-lez-Raches à l’ouest de la forêt domaniale de Marchiennes) ni avec le proche "bois de Flines situé en Belgique". « Mortagne » est par ailleurs, outre un nom de famille, un nom de lieu assez commun en France.

## Géographie, biogéographie
Les 240 ha de forêt s'étendent sur la partie nord-est du territoire de la commune de Flines-lès-Mortagne, le long de la frontière belge, dans l'arrondissement de Valenciennes (canton de Saint-Amand-les-Eaux-Rive droite) entre la rive droite de l'Escaut canalisé et la rive gauche du canal Nimy-Blaton-Péronnes. 
Pour le biogéographe, c’est une forêt de plaine et l'un des grands éléments naturels du vaste ensemble écologique de la plaine alluviale de l’Escaut. 
Elle est caractérisée par un très léger relief (altitude variant de 23 à 40 m par rapport au niveau moyen de la mer) qui explique les nuances paysagères et floristiques de cette zone. Le hêtre ne pousse en effet de manière optimale que sur les parties hors d'eau, mais fraîches grâce à la nappe sous-jacente, ou dans les zones qui ont été drainées par un réseau de fossés.

## Géologie
L'assise du massif forestier est constituée d'un sable acide et localement ferrugineux (dit sable du Landénien) avec une couche argileuse affleurante (vers l’Hermitage).

## Histoire
La région ayant connu une importante occupation préhistorique, on peut supposer que la forêt, relique de l'immense forêt charbonnière décrite par les chroniqueurs de l'Antiquité et Jules César lors de la Guerre des Gaules, a été exploitée par des hommes préhistoriques, au moins pour la chasse. 
Ce massif hors plantations faites depuis deux siècles compte peut être encore des arbres qui sont des descendants de la forêt préhistorique. 
Les historiens estiment qu'au VIe siècle cette partie de la vallée de l'Escaut était encore une vaste forêt, pour partie inondable. Le village de Flines n'existant pas encore. 
Il serait apparu à l’époque mérovingienne, à la suite de la fondation de l’abbaye de Saint-Amand qui possédait un hameau (Legies, qui en germano-romain (LEUDTSIACAS) signifierait "appartenant à LEUDTSO).
Sous Charles le Chauve Flines est cité dans les cartulaires comme terres appartenant aux moines de l’abbaye qui avaient déjà probablement entrepris d'en défricher une partie. 
Les textes médiévaux évoquent un bourg nommé « Sars de flines », qui signifie « essartage (défrichement) de Flines ». Le mot Rœux (présent dans le nom du hameau de Rœux) qui signifie également défrichement.
Les 200 hectares du massif relictuel sont peut-être une relique de la forêt ancienne, car ils ont ensuite longtemps appartenu (comme l'actuelle forêt domaniale de Bonsecours) à la famille et descendance du  “ Duc de Croÿ ” (célèbre dans cette région par les Albums de Croÿ qu'il a laissé à la postérité). La forêt y est devenue domaniale et donc publique après la première guerre mondiale ; plus précisément en 1924 à la suite de sa mise sous séquestre des propriétés de la famille des Croÿ en raison du fait qu'une partie de la famille était allemande.
Les boisements de cette zone sont longtemps restés très marécageux et probablement pour cette raison localement épargnés, et très riche en biodiversité (les zones humides abritent environ 50 % de la richesse floristique régionale, en nombre d'espèces).
Un léger relief a maintenu une partie de la forêt au-dessus du niveau alluvial (lit majeur inondable), ce qui a permis une exploitation plus facile de cette partie.
La forêt a fourni depuis le Moyen Âge une grande quantité de charbon de bois, de bois de chauffage et de cuisson pour les poteries, briques, tuiles et pannes fabriquées à partir des carrières d'argiles environnantes qui fournissaient une argile réputée de très bonne qualité. On a dénombré au moins huit tuileries et briqueteries rien qu'à proximité de la forêt, chacune employant en moyenne une dizaine de personnes, en consommant une grande quantité de bois de feu pour alimenter leurs fours. Ces entreprises mises à mal lors des deux guerres mondiales ont toutes fermé leurs portes avant 1940.
La forêt était aussi une source de bois de chêne pour les chantiers de constructions de bateaux des bords de l'Escaut, dont celui de Flines, encore cité en 1859, époque à laquelle 1 848 habitants étaient recensés sur la commune (dont 254 indigènes et 20 mendiants). À cette époque, la commune (1 435 hectares) n'abritait plus que 212 ha de forêt contre 920 de terres labourables et 196 en prés, 37 en terrains plantés, 212 en bois (et 16 en marais).
Le très faible taux régional de boisement  (7 à 8 % selon les manières de mesurer, soit environ quatre fois moins que le taux national qui est de 27 %) explique une fréquentation importante de ce massif, bien qu'il soit décentré par rapport aux grands axes régionaux de déplacements. 
Ce massif a été touché par les deux guerres mondiales et bien avant cela probablement par nombre de conflits antérieurs. Étant donné la présence proche de nombreuses et profondes exploitation de tourbe (comme combustible), il est probable que la demande en bois ait été forte du Moyen Âge au XIXe siècle (époque à laquelle le charbon puis le pétrole atténueront la demande en bois de chauffe), ce qui peut laisser supposer que la forêt ait été surexploitée ou intensivement exploitée durant plusieurs siècles.

## Environnement, écologie

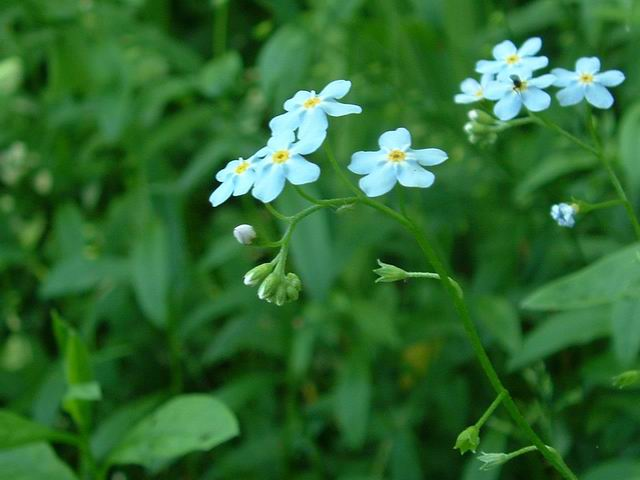
Myosotis scorpioides

Ces sols légèrement acides sont propices à certaines espèces de sols humides et oligotrophes et acides. Le promeneur attentif pourra observer des Ptéridophytes tels que la délicate Blechne en épi Blechnum spicant, de nombreux insectes rares ou certaines familles de champignons adaptées à cet habitat. Le bois mort permet d'observer une fonge devenue peu commune, tels que par exemple sur le hêtre Phaeomarasmius erinaceus, qu'il convient d'observer sans les perturber (une espèce rarement observée dans la région est probablement protégée ou menacée).
Pour le phytosociologue et le botaniste, ce massif est de type « hêtraie chênaie sessiliflore acidiphile subatlantique » ; avec différentes variantes de dégradation  vers la chênaie à bouleaux ou vers la boulaie (comme à Saint-Amand-les-Eaux), ce qui correspond à des sols appauvris par une exploitation (surexploitation ?) de longue date. 
Les sables tertiaires sous-jacents expliquent une partie de la biodiversité de cette forêt
Le bois semble avoir longtemps fait l'objet d'une gestion extensive, qui a permis à une biodiversité significative de s'y maintenir. Le biogéographe Jean-jacques Dubois dans sa thèse estime que c'est dans la vallée de la Scarpe que s'est peut-être maintenu le plus longtemps la forêt naturelle (préhistorique) après la dernière glaciation et avant les grands défrichements gallo-romains puis médiévaux. Les historiens antiques évoquaient la forêt hercynienne et la forêt charbonnière ; le bois de Flines pourrait peut-être encore en contenir quelques restes, comme quelques autres boisement régionaux qui furent des forêts royales.
À proximité (marais de Rodignies; rue du Fort), un site  (ancienne populiculture) a été renaturé et protégé avec le concours d'une ONG régionale (Chico-Mendes), une école et la commune et d'autres collectivités. On peut y découvrir avec l'association, sur un sentier pédagogique borné, dans un observatoire et sur un ponton et un caillebotis de nombreuses espèces remarquables et/ou protégées. 

### Flore
On y observera, outre une station à Osmunda regalis considérée comme la plus remarquable du département du nord, de nombreuses plantes,, souvent caractéristiques des Zones humides à tourbeuses (ou paratourbeuses) dont par exemple :
- Saule à oreillette (Salix aurita L.)
- Senecio ovatus (G.Gaertn., B.Mey. & Scherb.) Willd. subsp. alpestris Herborg
- Gaillet des marais (Galium palustre L.)
- Renoncule rampante(Ranunculus repens L)
- Myosotis scorpioides
- Danthonia (Danthonia decumbens (L.) DC.)
- Peucédan des marais (Thysselinum palustre (L.) Hoffm, protégée)
- Myrtille (Vaccinium myrtillus L.), très rare et protégée dans cette région
- Renoncule âcre (Ranunculus acer )
- Arabette de Haller (Cardaminopsis halleri (L.) Hayek), susceptible d'être bioindicatrice d'un sol pollué
- Achillée sternutatoire (ou Achillea ptarmica L. rare et protégée dans cette région)
- Lychnis fleur de coucou (Lychnis flos-cuculi L.)
- Cardamine des prés ( cardamine pratensis L.)
- Maïanthème à deux feuilles (Maianthemum bifolium (L.) F.W.Schmidt), protégée
- Rorippe des forêts (Rorippa sylvestris (L.) Besser )
- Reine-des-prés (Filipendula ulmaria L.)
- anthoxanthum odoratum L 1-6
- Caltha des marais, (caltha palustris L
- Lysimaque commune (lysimachia vulgaris L.)
- Jonc épars (Juncus effusus L)
- Jonc bulbeux (Juncus bulbosus L.), protégé
- vesce craque (Vicia cracca)
- Prêle des marais (Equisetum palustre L.)
- renouée (ou persicaire ) amphibie (Polygonum amphibium),
- pédiculaire des marais (Pedicularis palustris L)
- ranunculus flammula L
- Lysimaque nummulaire (Lysimachia nummularia L.)
- des carex tels que ;
- Laîche à deux nervures (Carex binervis Sm. L, rare et protégé)
- Laîche étoilée Carex echinata Murray
- carex disticha huds.

### Faune
Les insectes (dont papillons et coléoptères) y ont comme partout dans le nord de la France et en Belgique beaucoup régressé depuis les années 1950, mais on peut y observer quelques espèces remarquables ;
Papillons
- Petit Mars changeant (Apatura ilia (Denis & Schiffermüller, 1775))
- Tabac d'Espagne (Argynnis paphia (Linnaeus, 1758))
- Azuré des nerpruns(Celastrina argiolus (Linnaeus, 1758)')
- Petit sylvain (Limenitis camilla (Linnaeus, 1764))

```
et d'autres..
```

Orthoptères
- Criquet des bois (Nemobius sylvestris (Bosc, 1792))

Odonates
- Leste brun  (Sympecma fusca (Vander Linden, 1820))

### Statut
La forêt est un des joyaux du parc naturel régional. Si elle n'abrite ni réserve naturelle nationale, ni réserve régionale, une réserve biologique domaniale dirigée y existe, et tout le massif est classée ZNIEF de type 1. 
Située à proximité du corridor écologique majeur que constituent l'Escaut et la Scarpe, cette forêt constitue une partie du réseau écologique des sites d'importance européenne protégés au titre de la Directive oiseaux et un des noyaux de la trame verte nationale telle que promue par le Grenelle de l'Environnement. 
Elle abrite quelques espèces remarquables pour la région dont la plus belle station de fougère royale (ou Osmonde royale / Osmunda regalis) du département, cette espèce étant devenue très rare dans la région est considérée comme un très bon bioindicateur de naturalité. 
Néanmoins les proches cours d'eau ont été fortement artificialisés (canal et gare d’eau).
Qualité de l'eau, de l'air et des sols. Peu de données semblent disponibles, malgré la proximité d'un site très pollué.

## Aspects sanitaires
Aspects phytosanitaires : Dans ce secteur comme dans les autres forêts régionales et partout en Europe de l'Ouest, on a constaté une mortalité quasi totale des ormes dans les années 1970-1980. 

 On a aussi constaté depuis les années 1970 une augmentation régulière du nombre de tiques, susceptibles d’être vecteur de la maladie de Lyme. 

Des épisodes de botulisme semblent régulièrement toucher la région, notamment en période estivale chaude.  

Des mortalités par saturnisme aviaire sont également possibles (à la suite de l'ingestion de plomb de chasse ou de pêche, ou dans ce secteur à la suite de la consommation d'insectes ou vers dans les zones polluées par les anciennes usines de zinc ou plomb). 
Aspects sanitaires pour l'homme (et les animaux domestiques) : La forêt étant située à moins de 3 km des anciennes usines (25 ha) de la Compagnie royale asturienne des mines, encore très pollués par des métaux lourds toxiques ; plomb et cadmium en particulier (Friche industrielle de Mortagne et plus particulièrement sa pelouse métallicole), une pollution ancienne est sols est localement possible dans la forêt, car ces métaux sont notamment susceptible de s'accumuler dans certaines dépression forestières ou d'être bioconcentrés par certaines espèces (vers de terre ou champignon et leurs consommateurs), mais il ne semble pas y avoir eu d'étude en forêt sur une éventuelle pollution. 
Les champignons étant réputés de très bon bioconcentrateurs des métaux (cadmium en particulier), il est recommandé d'être prudent et de ne pas les consommer sans analyses préalable

## Pressions, menaces, vulnérabilités
Vulnérabilités : Dans la perspective d'un réchauffement climatique, ce massif doit être considéré comme vulnérable aux sécheresses, car il a été fortement drainé par un dense réseau de fossés, depuis le Moyen Âge alors que ses assises sont sableuses. 
Le substrat naturellement légèrement acide peut rendre les polluants métalliques (résultant des guerres de la chasse ou des retombées atmosphériques de cette région industrielle) plus mobiles et bioassimilables, autant de paramètres qui rendent les arbres plus sensibles au stress climatique.

 Son sol naturellement acide et oligotrophe rend les arbres plus vulnérables aux pluies acides. Ces dernières semblent en nette régression depuis les années 1990 (abandon du charbon comme combustible, fermeture de grandes usines, pots catalytiques et carburants désouffrés..)
Comme toutes les forêts publiques de cette région, elle subit de nombreuses pressions dont les effets peuvent s'additionner de la sylviculture (plusieurs coupes rases), du public, de la chasse et les impacts délocalisés dans l'espace et dans le temps d'activités périphériques, telles que l'agriculture souvent intensive dans cette région. C'est une ressource pour le tourisme et divers loisirs qui y restent relativement doux. La Chasse y est pratiquée.

Dans les années 2000, divers associations et personnalité (de deux côtés de la frontière) se sont inquiétées des impacts qu'un projet de développement touristique proche pourrait générer sur la forêt. 
Faune : Les amphibiens encore très nombreux dans les années 1960 ont fortement régressé dans le massif, comme dans toute l'Europe, pour des raisons encore mal comprises qui semblent multifactorielles et qui pourraient inclure l'exposition à des perturbateurs endocriniens et à des pesticides ou d'autres toxiques amenés par l'air et les pluies. 

Roadkill : En quelques points, depuis plusieurs décennies, de nombreux individus d'espèces protégées (crapaud commun, grenouilles, salamandres et plusieurs espèces de tritons) meurent écrasées ou blessées sur les routes (là où elles n’ont pas déjà) disparu, faute de battrachoduc (écoduc). 
Si le massif a gardé une relative intégrité physique si ce n'est intégrité écologique, il est très isolé dans un contexte agricole intensif, victime d'une insularisation écologique qui le rend très vulnérable et qui diminue probablement sa résilience écologique face aux dommages climatiques et autres.
Le grand massif le plus proche est au sud celui de la forêt de Saint-Amand. Il est de plus isolé de la matrice écopaysagère par les deux canaux qui l'encadrent, dont les berges sont très artificialisées.

## Gestion
Elle est assurée par l'ONF. 
Une bonne gestion passe par la connaissance et la mémoire des actions de gestion. L'ancien sommier de la forêt ou d'autres documents anciens attestant des actions de gestion sont habituellement conservés par l'ONF sur de longues périodes, mais dans ce cas, la domanialité de la forêt est récente et il faut se reporter à d'autres archives pour disposer de sources anciennes. 
Aménagements :' Ce massif a depuis plusieurs siècles fait l’objet d’une exploitation sur le mode du taillis ou de la forêt jardinée. L'exploitation s'est rationalisée et intensifiée avec son passage dans le giron de l'ONF. 
Le taillis simple ou taillis sous futaie (qui résultait d’une exploitation régulière depuis le Moyen Âge) tend à évoluer vers la futaie régulière, au fur et à mesure des coupes rases suivies de replantations et/ou de régénération naturelle. 

### Gestion de la chasse
Chasse : Les baux de chasse sont une source de revenu important pour l'ONF. 
La forêt est chassée pour le petit gibier (faisans d’élevage) et chevreuils (agrainés). 
En dépit de la taille du massif et d'un contexte relativement favorable, à la suite de la chasse et du manque de corridors biologiques périphériques adaptés à ces espèces, les cerfs et les sangliers y ont disparu. 
Lors des actions de chasse à balle, tout ou partie du massif peut être fermé au public pour limiter les risques d'accidents par balle perdue. Ces chasses se pratiquent souvent le dimanche, ce qui peut être source de conflits avec les promeneurs ou cueilleurs de champignons.
La chasse doit être gérée pour préserver les équilibres dits “ sylvocynégétiques ” . 
Au moment de la chasse au grand gibier, les accès à la forêt peuvent être fermés.

## Loisirs, tourisme, paysage

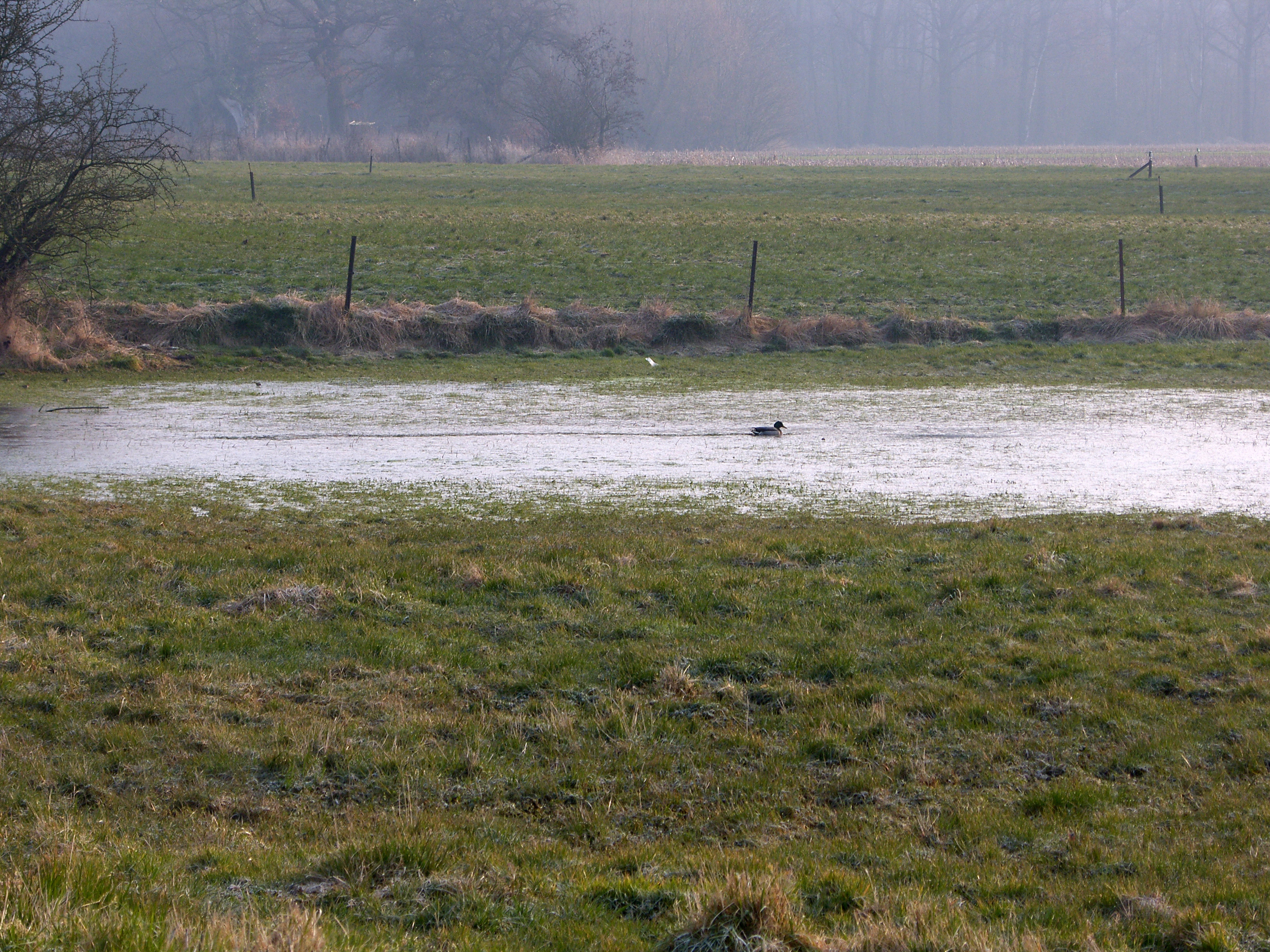
Mare du « marais des Mortiers », mare temporaire dans une prairie communale proche de la lisière forestière (état original ; cette mare a été recreusée en 2004)

La forêt accueille de très nombreux visiteurs, randonneurs, cyclistes, écoliers, habitants du parc naturel régional proche ou du reste de la région, et quelques cavaliers, et en saison de chasse des chasseurs et des cueilleurs de champignons. Des sorties mycologiques sont également organisées.
Il est cependant en raison de sa situation géographique décentré moins fréquenté que d'autres zones plus facilement et rapidement accessibles aux habitats des grandes villes proches ou de la métropole lilloise (1 million d'habitants). 
Des sorties randonnées et découverte peuvent y être organisées par les associations locales, le PNR, l'ONF, etc.

## Monuments
Non loin de la forêt domaniale (rue de Leuze) une petite chapelle en partie détruite lors de la guerre, mais restaurée porte le nom d’un notaire du XIXe siècle qui l'aurait fait construire en remerciement à la Vierge pour un vœu qu'il avait fait alors que traversant la forêt de Flines, il avait été détroussé d'une grosse somme d'argent par des brigands.

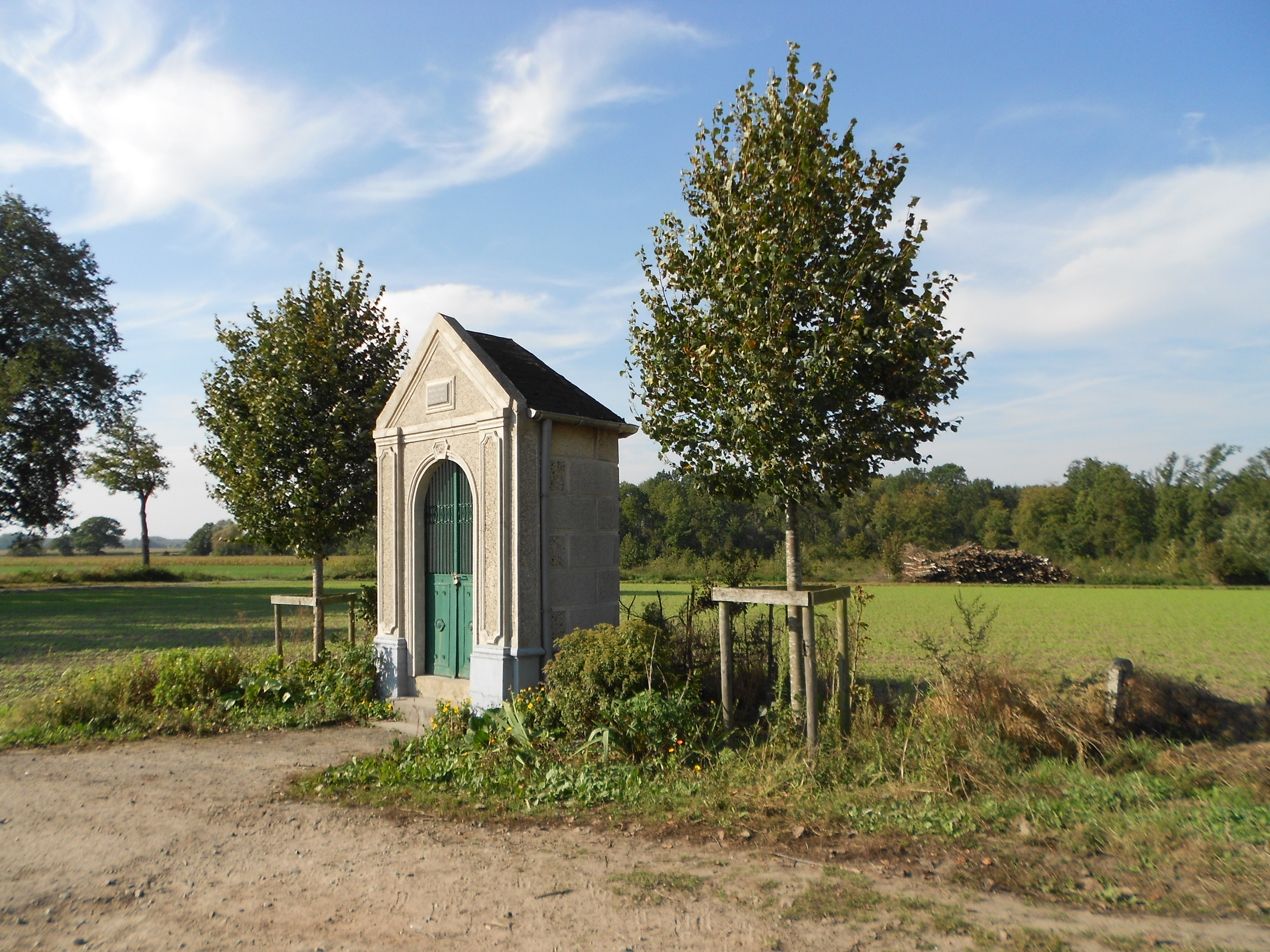
Chapelle Baligand